# Siv Holma
Siv Margareta Holma, född 27 augusti 1952 i Jukkasjärvi församling i Norrbottens län, död 24 oktober 2016 i Jukkasjärvi distrikt i samma län, var en svensk politiker (vänsterpartist), som var ordinarie riksdagsledamot 1998–2014 (även ersättare 1995), invald i riksdagen från Norrbottens läns valkrets på plats 205. Holma var förvaltningssocionom och arbetade som kamrer.
Bland Holmas utskottsuppdrag i riksdagen märks främst att hon var ordförande i kulturutskottet mandatperioden 2006–2010; hon var även ledamot i utskottet 2005–2006 och suppleant 2002–2005 och 2010–2014. Utöver detta var hon ledamot i finansutskottet 1998–2002 (suppleant 2002–2010) och ledamot i trafikutskottet 2010–2014.
År 2013 meddelade Holma att hon skulle lämna riksdagspolitiken och inte ställa upp i riksdagsvalet 2014. Siv Holma var bosatt i Kiruna och avled 2016 efter en tids sjukdom i cancer.